# Глинський Яким
Яким Глинський(? — 1732)  — український живописець та різьбяр початку XVIII сторіччя.

## Біографія
Походив з чернігівських міщан. Його дід Іоан Глинський був представником львівської школи граверів. Навчався чернігівського ченця-різьбяра Григорія Дубенського.
Юнаком перебрався до Києва, різьбив іконостаси, малював ікони для монастирів і церков, розписував Михайлівський собор.
Близько 1717 року повернувся до Чернігова знаним художником. Виконував роботи для впливових людей міста.
З часом про нього забули, його творами перестали цікавитися. Помер у 1732 році в селі Макове  (нині Шосткинський р-н Сумської області), під час розпису іконостасу.

## Творчість
Малював ікони для іконостасів бічних вівтарів Успенського собору Києво-Печерської лаври (1723).
Напевне є автором ікони «Пречиста» (1716), на якій зображено російських імператорів Петра І і Петра ІІ, гетьманів Івана Скоропадського, Івана Мазепу та інших представників української козацької старшини.
Збереглося небагато робіт художника. У Лебединському міському художньому музеї імені Б. К. Руднєва зберігається портрет Ганни Лазаревич, його другої дружини з 1718 року.